# Relieve de España

Relieve de España peninsular y las islas Baleares.

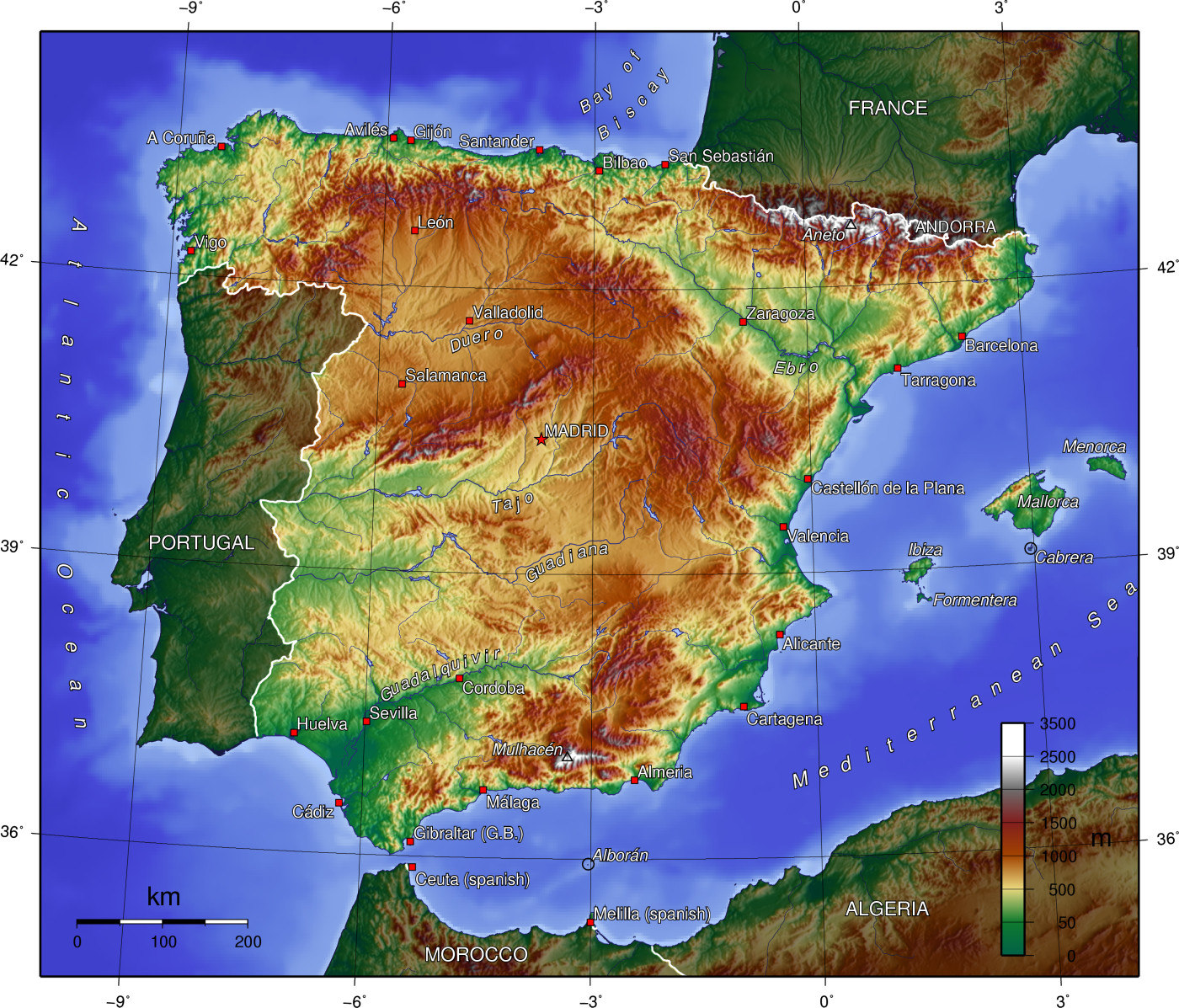
Mapa de España que indica la altitud del terreno y la topografía.

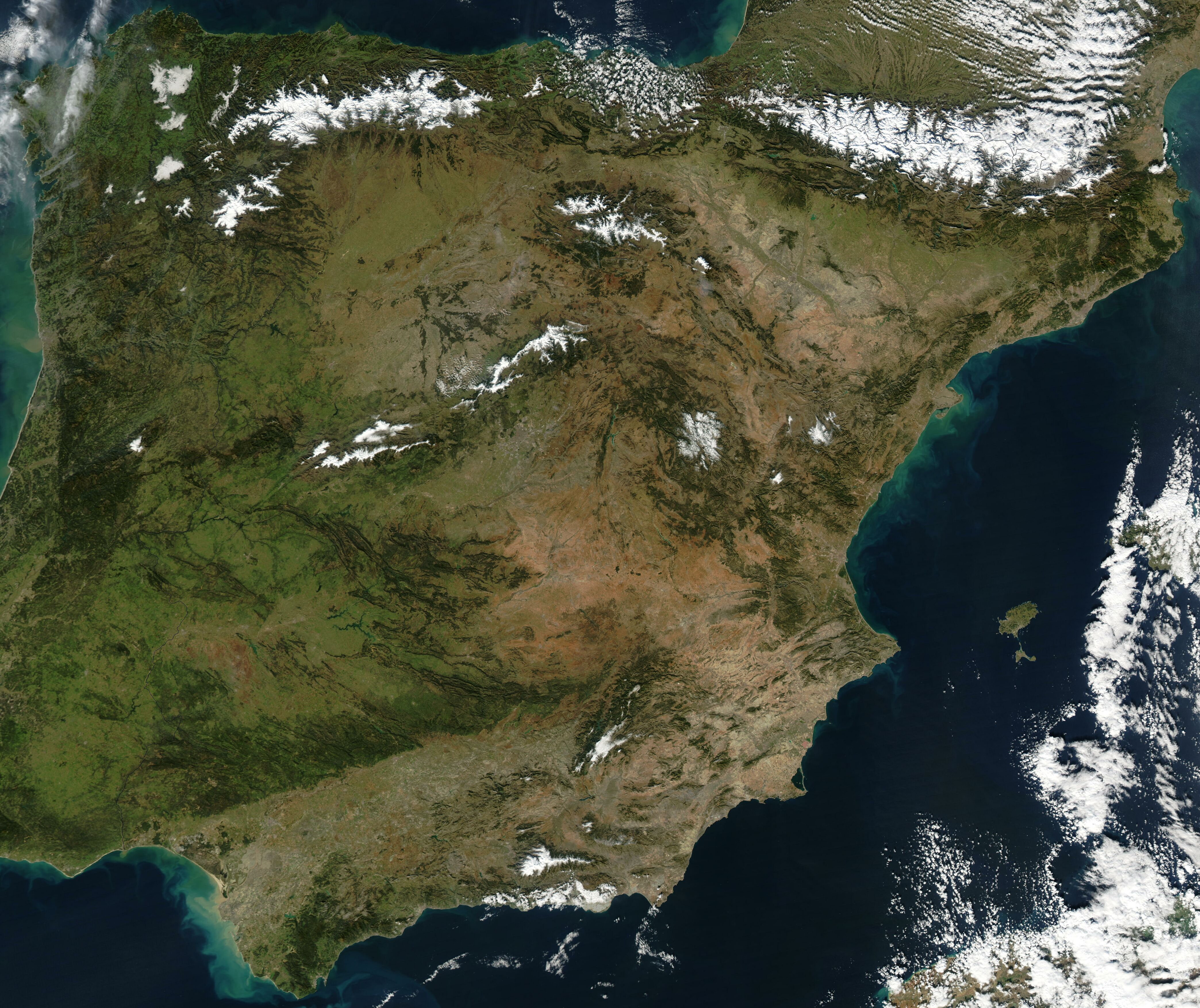
La España peninsular y las islas Pitiusas vistas desde satélite. Las zonas que se ven nevadas son las más elevadas de la península.

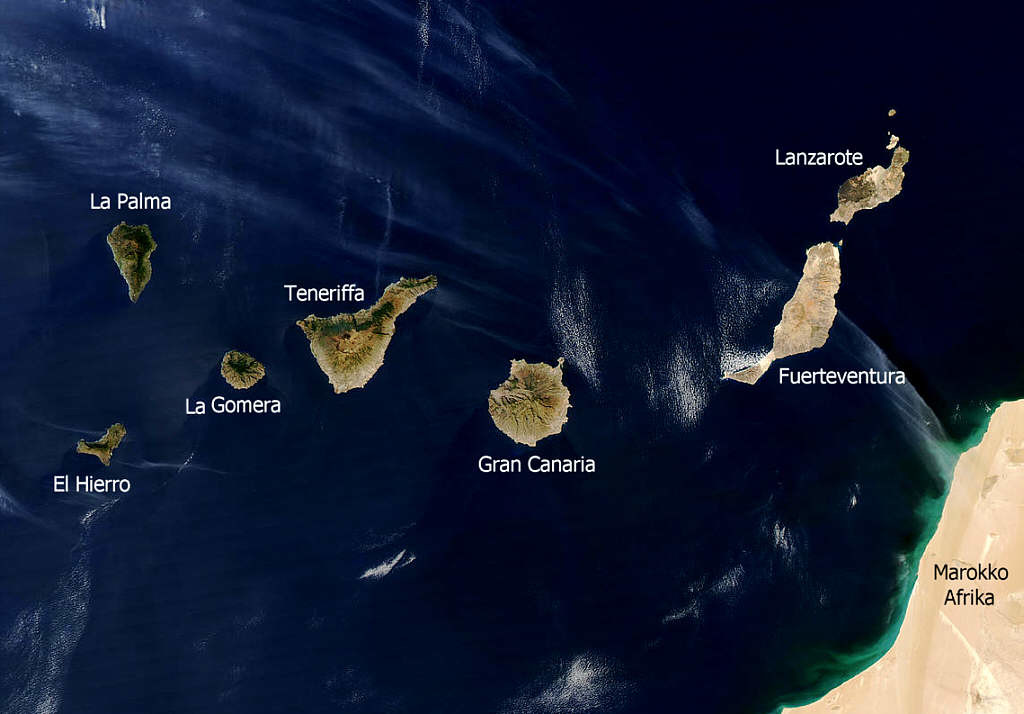
Las islas Canarias, situadas en el norte de África, tienen un origen volcánico.

Curva hipsométrica de la España peninsular. A pesar de estar bañada por el mar Mediterráneo y el océano Atlántico, la mitad de su superficie se encuentra a 660 m o más sobre el nivel del mar.

El relieve de España se caracteriza por ser bastante elevado, con una altitud media de 660 metros sobre el nivel del mar, bastante montañoso si lo comparamos con el resto de países de Europa y solo superado por Suiza, Austria y los microestados de Andorra y Liechtenstein. En la España peninsular, el relieve se articula en torno a una gran Meseta Central que ocupa la mayor parte del centro de la península ibérica. Fuera de la meseta, está la depresión del río Guadalquivir, situada en el sudoeste de la península, y la del río Ebro, en el nordeste de la misma.
Los sistemas montañosos de España son muy numerosos y ocupan casi la mitad del territorio nacional. Los Pirineos (en el límite nordeste) y el sistema Bético (en el sudeste) son las cordilleras más elevadas y se sitúan fuera de la Meseta Central. Rodeando esta, está la cordillera Cantábrica en el norte, el sistema Ibérico en el este, y Sierra Morena en el sur. Dentro de la Meseta Central está el sistema Central y los montes de Toledo.
A España pertenecen dos archipiélagos de interés geográfico: las islas Baleares, situadas en el mar Mediterráneo, con una latitud similar a la de Castilla-La Mancha; y las islas Canarias, siete islas de origen volcánico ubicadas en el océano Atlántico, próximas a la costa del Sahara Occidental; y con menos importancia: la isla de Alborán entre España y Marruecos y las islas Columbretes en Castellón. De España también son algunos pequeños enclaves costeros del norte de África: las ciudades de Ceuta y Melilla, las islas Chafarinas, y los peñones de Alhucemas y de Vélez de la Gomera.
La costa española, bañada por el océano Atlántico, y los mares Cantábrico y Mediterráneo, presenta una gran diversidad de playas, acantilados y rías. La costa alta (presencia de acantilados y rasas) y articulada (presencia de rías y cabos) es la más predominante en el norte y en las islas Canarias, mientras que la costa baja (presencia de playas y calas) es propia del sur, del Mediterráneo y Baleares.

## Evolución geológica de la península ibérica
España tiene gran variedad paisajística, con la existencia de grandes montañas y depresiones, las montañas pueden ser abruptas o suaves. En el relieve también influye la forma maciza y poco articulada de la península, las costas carecen de salientes, tienen elevada altitud media. Hay un cinturón montañoso que rodea la península y dificulta el acceso al interior. 

### Litología
- España silícea: son los materiales más antiguos. Existen tres tipos de rocas: granito (plutónica), Pizarra (fácilmente erosionable) y cuarcita (que son metamórficas), mucho más dura y resistente que la pizarra y de la que existe una variante que es la cuarcita armoricana.
- España caliza: son materiales más recientes que los silíceos. Está formada por carbonatos y constituida por grandes paquetes sedimentarios de la Era Secundaria que fueron plegados a inicios del  Terciario. Están compuestos por carbonato cálcico .Se caracterizan por su alta solubilidad. El tipo de paisaje es el cárstico,  muy influido por la erosión del agua en este tipo de litología. Encontramos diferentes morfologías: dolinas, colinas cársticas pertenecientes a las regiones alpinas...
- España arcillosa: son los materiales más nuevos (Terciario y Cuaternario). Son de carácter sedimentario y no han sido plegados. El material predominante es la arcilla a la que se añaden otros materiales.

### Estructura geológica
Desde principios de la Era Primaria existía el continente que los geólogos han denominado Gondwana, de contornos distintos al del continente africano actual, pero del que en realidad deriva este continente. Por el norte se extendía al mismo tiempo el continente que podemos llamar Paleoeuropa del que después derivaría la actual Europa. Y entre ambos continentes un mar mucho más ancho y profundo que el actual Mediterráneo, el antiguo Tetis de los geólogos. 
A finales de la Era Primaria se produjeron movimientos tectónicos y orogénicos llamados en conjunto orogenia hercínica (o plegamiento herciniano), de gran intensidad. Tras ellos, los territorios occidentales de la Península adquirieron una fisonomía semejante a la actual. Por el norte, este y sur se extendía el mar de Tetis. El relieve así formado tomó la dirección armoricana (nombre de la antigua Bretaña francesa) de NO-SE.
El plegamiento herciniano afectó a grandes masas de sedimentos que se transformaron en pizarras, cuarcitas y  formaciones graníticas. Toda esta actividad magmática dio lugar también a filones de minerales como plomo, mercurio, pirita, etc., que son la base principal de la riqueza minera de la península. Este movimiento afectó a toda Europa y dio lugar, entre otros, al Macizo Central y la Selva Negra.
En esta superficie (territorios occidentales de la Península), conocida como zócalo paleozoico, predomina actualmente la sílice, cuya expresión más común es el cuarzo. El conjunto forma la llamada España silícea.
El periodo Secundario fue de calma orogénica, caracterizado por la erosión de lo ya existente, y sedimentación de materiales en las diferentes fosas marinas.
La etapa del plegamiento alpino se da en el Terciario, con fuertes presiones que pliegan los materiales; las barreras que se habían creado en la orogenia herciniana van a tener un efecto de tope sobre estas fuerzas. Estos empujes van a plegar los materiales más modernos que son de naturaleza blanda y los materiales más antiguos van a romperse. Con estas fuertes presiones se formaron los Pirineos, se fracturó la Meseta y dio lugar a Sierra Morena, la cordillera Cantábrica y la Ibérica, transcurridos varios millones de años se formaron los Sistemas Béticos y surgieron las islas Baleares. También se formaron las prefosas alpinas que son depresiones que anteceden a las cordilleras y se van a ir rellenando de materiales.
Al final del Terciario se acabará casi de configurar la actual península. En el periodo post-alpino se darán deformaciones que darán lugar a agrupamientos, consecuencia de la orogenia alpina. Las masas continentales intentan llegar a un equilibrio y liberar las tensiones acumuladas. Estos procesos posteriores y los asociados reciben el nombre de  tectónica morfológica y son movimientos de tipo vertical.
A partir del Neógeno ha habido tres movimientos póstumos: el primero es el abombamiento de la meseta que se bascula hacia occidente, derivados de este basculamiento se producen una serie de empujes desde oriente y provocan que el zócalo también se bascule hacia el Atlántico, y la tercera fase es una serie de movimientos de origen vertical que elevan las cordilleras alpinas (sistema Central y Montes de Toledo).
En el Cuaternario se dan cambios en el paisaje, son movimientos eustáticos que afectan al nivel del mar. Se producen tanto subidas como bajadas, con origen en el glaciarismo. También aparecen fenómenos volcánicos en áreas fragmentadas o fallas como Olot y La Mancha. Además los ríos toman la configuración actual y comienza su erosión.
Por último están los sistemas morfogenéticos que dan lugar al relieve actual, hacen referencia a los aspectos climáticos, erosivos, químicos y mecánicos que afectan al relieve y están ligados a la tectónica. También tuvieron influencia las glaciaciones (en las partes más elevadas), junto al agua y al viento.
Una forma es el circo glaciar, una especie de depresión circular por influencia de los hielos que se da en las mayores altitudes y da lugar a una serie de lenguas de hielo llamadas morrenas que surgen de la parte más elevada de la montaña y discurren por todo el valle hasta la base; si se encaja entre montañas y labra un valle en forma de "U" se le llama artesa. Esto es muy común en los Pirineos y las zonas más elevadas.
En las zonas menos elevadas se da otro tipo de modelado, el dominio periglaciar, muy común en los periodos interglaciares. Las formas de modelado más importantes son la gelifracción y la solifluxión, que a su vez alteran los procesos de erosión fluvial: en las fases más frías los ríos tendrán menos caudal que en el deshielo cuando aumentan su fuerza erosiva y configuran los acantilados.

## Relieve peninsular
La España peninsular tiene una superficie de 493 458 km² (el 97,53 % del territorio nacional) y sus costas miden un total de 4600 km aproximadamente. La altitud media es de 660 metros sobre el nivel del mar, y la anchura máxima de la península es de 1094 km. En el relieve destaca la abundancia de sistemas montañosos, puesto que casi la mitad de la superficie es accidentada. La Meseta Central es el elemento principal del relieve porque está situada en el centro del país, ocupa una gran extensión y en torno a ella se articulan las cordilleras y depresiones. 
Las cordilleras más elevadas son el sistema Bético, los Pirineos, la cordillera Cantábrica y el sistema Central. El sistema Ibérico, las cordilleras Costeras Catalanas, los montes de Toledo y Sierra Morena conforman zonas de media montaña, las más abundantes en las zonas accidentadas. Las áreas llanas las componen la Meseta Central, las depresiones del Ebro y del Guadalquivir, y las llanuras litorales de la costa mediterránea. Los mares que bañan el litoral español son el mar Mediterráneo por el nordeste, este, sudeste y sur, el mar Cantábrico por el norte, y el océano Atlántico por el noroeste y sudoeste.
El territorio español además presenta una gran diversidad natural y humana, que viene dada por la variedad del relieve y por los contrastes climáticos propiciados por el mismo, que determinan diferentes tipos de vegetación, de aguas y de suelos. Esta variedad del medio físico supone un reparto desigual de los recursos naturales en el espacio y, por consiguiente, de las actividades económicas humanas, dando lugar a una gran pluralidad de paisajes humanos.

### Meseta Central
El relieve de la península ibérica se articula alrededor de una gran unidad central, la Meseta Central, de una altitud media de 650 metros sobre el nivel del mar. Esta se ubica en el centro de la península ibérica, en las comunidades autónomas de Castilla y León, Comunidad de Madrid, Castilla-La Mancha, la mitad este de Extremadura y el suroeste de Aragón, y está ligeramente inclinada al océano Atlántico. Los principales ríos que discurren por la meseta son el río Duero, el Tajo y el Guadiana, todos ellos dirigidos al oeste. El sistema Central divide la Meseta Central en dos submesetas: la Submeseta Norte y la Submeseta Sur.
La Submeseta Norte se ubica exclusivamente en Castilla y León y tiene una altitud media de 700 metros sobre el nivel del mar. Limita en el sur con las sierras de Gata y Gredos, y en el sureste con las sierras de Guadarrama y Ayllón, todas ellas pertenecientes al sistema Central. En su límite estenoreste está el sistema Ibérico, y en el norte limita con la cordillera Cantábrica. Toda la submeseta pertenece a la cuenca del río Duero, el cual transcurre de este a oeste.
La Submeseta Sur se ubica en las comunidades autónomas de Madrid, Castilla-La Mancha, en la mitad este de Extremadura y en la provincia aragonesa de Teruel. Tiene una altitud media de 670 metros sobre el nivel del mar y está limitada por sucesivas cadenas montañosas. En el límite noroeste están las sierras de Gredos y Guadarrama, y en el norte la de Ayllón, todas ellas pertenecientes al sistema Central. En el límite noreste y este está el sistema Ibérico, y en el sur se extiende Sierra Morena. La Submeseta Sur se encuentra dividida en dos mitades, norte y sur, por los montes de Toledo, una pequeña cordillera que se orienta de oeste a este y que se ubica en el norte de La Mancha. El río Tajo transcurre de este a oeste en la mitad norte de la submeseta, y el río Guadiana transcurre con la misma orientación en la mitad sur. Ambas cuencas están separadas por los Montes de Toledo.

### Cordilleras
Las principales cordilleras de la península pueden considerarse, en relación con la Meseta Central, organizadas en tres grupos:
- Cordilleras interiores a la Meseta Central
- Cordilleras que rodean la Meseta Central
- Cordilleras exteriores a la Meseta Central

#### Cordilleras interiores a la Meseta Central

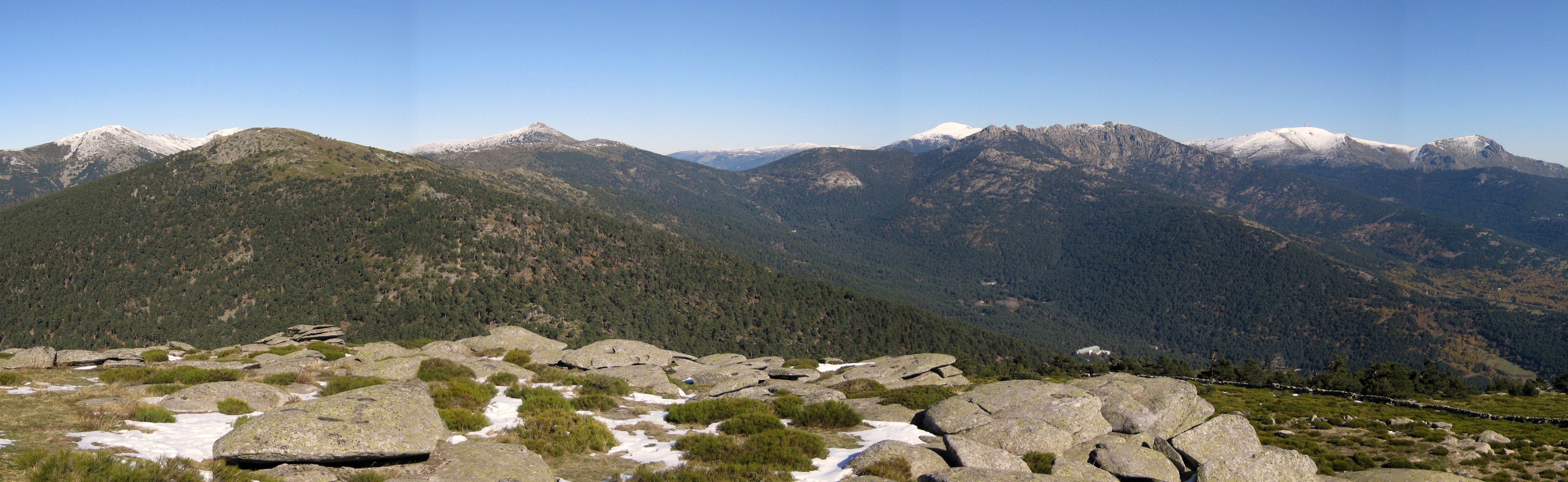
Sierra de Guadarrama (sistema Central).

Dentro de la Meseta Central hay dos sistemas montañosos: el sistema Central y los montes de Toledo. El sistema Central, ubicado en el centro de la meseta, la divide en dos submesetas (norte y sur) y es la frontera natural entre las comunidades autónomas de Castilla y León por un lado, y de la Comunidad de Madrid y Castilla-La Mancha por otro. La cordillera se extiende de oeste a este a lo largo de 700 km, y su pico más alto es el Almanzor, con 2592 m s. n. m. Algunas de sus sierras son la de Gata y de Gredos en su mitad oeste, y las de Guadarrama y de Ayllón en su mitad este.
El otro sistema montañoso es el de los montes de Toledo, una pequeña cordillera de 350 km de longitud y 100 km de anchura que se extiende de oeste a este en las provincias de Toledo y Cáceres. Estas montañas no son especialmente elevadas puesto que el pico más alto, el de la Villuerca Alta, mide 1603 m s. n. m. A esta cordillera pertenece la sierra de Guadalupe, ubicada en el centro de Extremadura.
Las cordilleras interiores a la Meseta Central son:
- Sistema Central

- Sierra de Gata
- Sierra de Béjar
- Sierra de Gredos
- Sierra de Guadarrama
- Sierra de Ayllón

- Montes de Toledo

- Sierra de Guadalupe

#### Cordilleras que rodean la Meseta Central
Rodeando la Meseta Central está la cordillera Cantábrica, el sistema Ibérico y Sierra Morena. La cordillera Cantábrica se extiende de oeste a este a lo largo de 480 km por todo el límite norte de la meseta, haciendo de límite natural entre Castilla y León y las comunidades autónomas cantábricas (Galicia, Asturias, Cantabria y País Vasco). La máxima altitud de la cordillera es el pico Torre Cerredo con sus 2648 m s. n. m. Así, la cordillera Cantábrica separa la meseta de la costa del mar Cantábrico.
En el límite noreste y este de la Meseta Central está el sistema Ibérico, un sistema montañoso con orientación sureste-noroeste y una longitud cercana a los 600 km que hace de límite natural entre las dos Castillas y Aragón. Comienza en La Rioja y acaba en la provincia de Albacete. A la cordillera pertenecen sierras como los Picos de Urbión en La Rioja y la provincia de Soria, la sierra de Albarracín en la provincia de Guadalajara, la serranía de Cuenca (en la provincia de Cuenca), y la del Rayo en la provincia aragonesa de Teruel. El pico más alto es el Moncayo con sus 2313 m s. n. m. Por tanto, el sistema Ibérico separa la meseta de la depresión del Ebro y de la costa levantina del mar Mediterráneo.
En el límite sur de la meseta está Sierra Morena, un sistema montañoso que se extiende de oeste a este con una longitud de 400 km, haciendo de límite natural de Castilla-La Mancha y Extremadura con Andalucía. Su máxima elevación excede levemente los 1000 metros sobre el nivel del mar, por lo que no es una cordillera especialmente elevada. Sierra Morena incluye sierras como Sierra Madrona, la sierra de Aracena y la sierra de Hornachuelos. Así, Sierra Morena separa la meseta de la depresión del Guadalquivir.
En el noroeste, junto a Galicia, están los montes de León

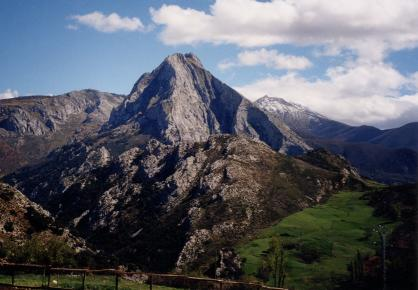
Cordillera Cantábrica (Peña Ventosa).

Las cordilleras que rodean la Meseta Central son:
- Montes de León

- Cordillera Cantábrica

- Picos de Europa
- Montes Vascos

- Sistema Ibérico

- Sierra de la Demanda
- Picos de Urbión
- Sierra de Albarracín
- Serranía de Cuenca

- Sierra Morena

- Sierra Madrona
- Sierra de Aracena
- Sierra de Hornachuelos

#### Cordilleras exteriores a la Meseta Central
Existen cordilleras que no limitan con la Meseta Central. Una de ellas es los Pirineos, una de las cordilleras más elevadas de España y una de las más extensas con sus 415 km de longitud y sus 150 km de anchura media. La cordillera está ubicada en la frontera con Francia, en el extremo noreste del país, en el istmo de la península ibérica. Pertenecen a las comunidades autónomas del País Vasco, Navarra, Aragón y Cataluña. Por su adscripción política, se pueden diferenciar los Pirineos españoles, los franceses y los andorranos. Los Pirineos españoles albergan los Prepirineos, una cordillera con picos más bajos que los de los Pirineos, ubicada en el sur de ésta; los Pirineos Navarros, con picos que no exceden de los 3000 metros; los Pirineos Aragoneses, que tienen los picos más altos (muchos de ellos superan los 3000 m); y los Pirineos Catalanes, que también tienen picos superiores a los 3000 metros. La mayor elevación de la cordillera es el pico del Aneto con sus 3404 m, siendo el segundo pico más alto de la península ibérica. Al sur de los Pirineos se extiende la depresión del Ebro.
En el extremo noreste de la península ibérica están las Cordilleras Costero Catalanas, un conjunto de sierras ubicadas en la comunidad autónoma de Cataluña. Tienen una orientación suroeste-noreste y se extienden a lo largo de 250 km paralelos a la costa mediterránea, y van desde la provincia de Tarragona hasta el golfo de Rosas. El sistema lo forman dos cordilleras: la Cordillera Litoral, situada junto a la costa, y la cordillera Prelitoral, ubicada más al noroeste.
En el sureste de la península ibérica están las cordilleras Béticas, un grupo de cordilleras y sierras que conforman una unidad geográfica. Los sistemas montañosos béticos se dividen en dos grandes conjuntos: cordillera Penibética, ubicada en la zona sur, junto a la costa con el mar Mediterráneo; la cordillera Subbética, situada más al norte y limitando con el este de Sierra Morena y el sur del sistema Ibérico; y los sistemas Prebéticos, situados al este de la cordillera Penibética. Algunas sierras béticas son Sierra Nevada, la sierra de Cazorla y la sierra de Grazalema. El pico más elevado de la cordillera y de la península ibérica es el Mulhacén (3478 m).

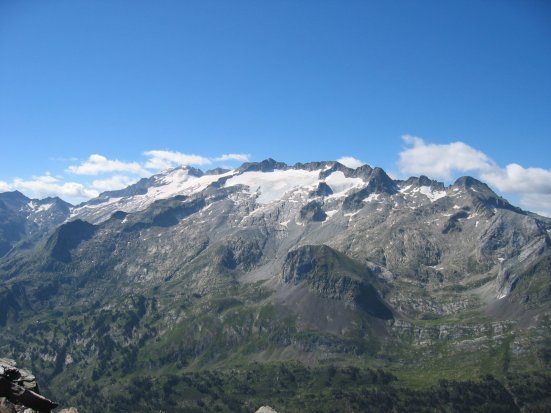
Pirineos (Macizo del Aneto).

En el noroeste de la Península, detrás de los Montes de León, dentro de Galicia, está el Macizo Galaico.
Las cordilleras exteriores a la Meseta Central son:
- Los Pirineos

- Prepirineos
- Pirineos Navarros
- Pirineos Aragoneses
- Pirineos Catalanes

- Cordilleras Costero Catalanas. Situadas al Noreste, constituyen una doble alineación montañosa que discurren paralelamente por la costa mediterránea.[2]

- Cordillera Litoral
- Cordillera Prelitoral

- Las Cordilleras Béticas. Situadas al Sur, constituyen una doble alineación montañosa que discurren paralelamente por la costa mediterránea.[2]

- Cordillera Penibética

- Serranía de Ronda
- Sierra Nevada
- Sierra de Baza/sierra de los Filabres
- Sierra Espuña
- Sierra de Gádor

- Cordillera Subbética

- Sierra de Cazorla
- Sierra Sur de Jaén
- Sierra de Grazalema
- Sierra de Huétor
- Sierra de Segura
- Sierra de Castril
- Sierra de Orce/sierra de María
- Sierra de Las Estancias

- Sistemas Prebéticos

- Macizo Galaico. Relieve antiguo y muy erosionado de forma redondeada. Ocupa la mayor parte del territorio de Galicia.[2]

### Depresiones

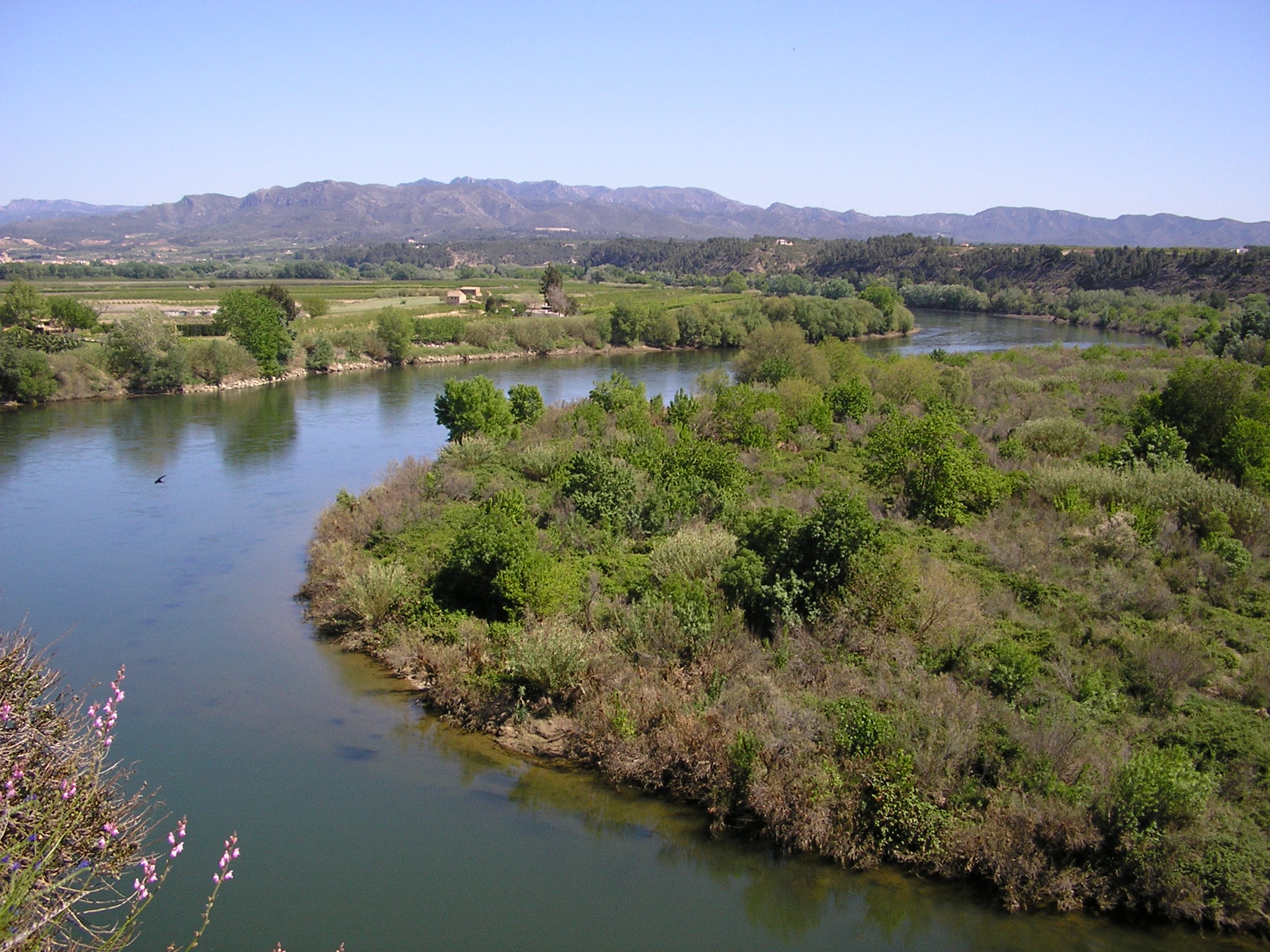
Depresión del Ebro.

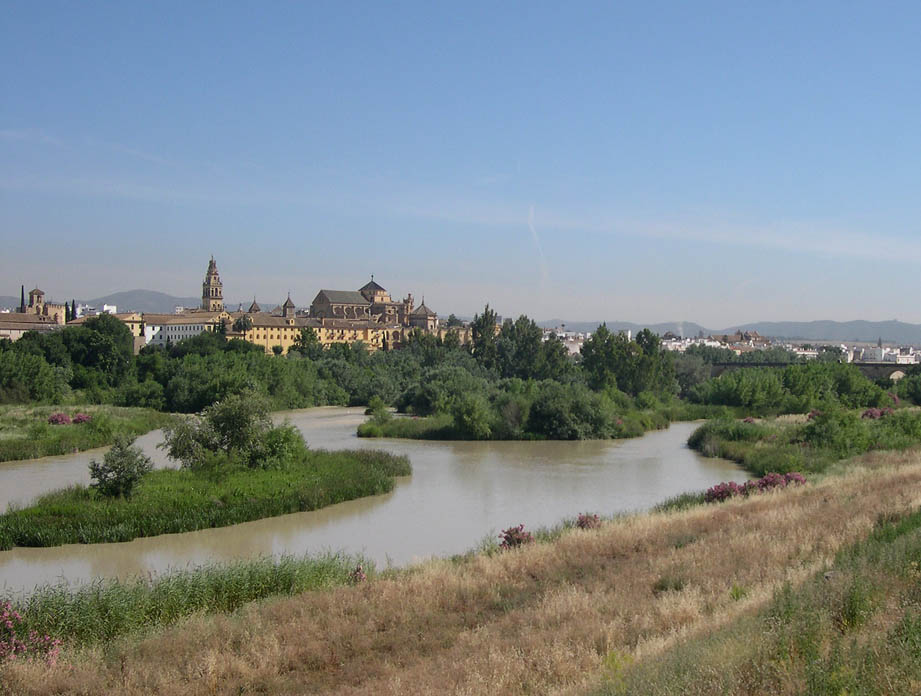
Depresión del Guadalquivir.

Las dos principales depresiones de la España peninsular son la del río Ebro y la del Guadalquivir. Estas son exteriores de la Meseta y fueron cuencas o fosas prealpinas que, tras la orogénesis terciaria, quedaron entre las cordilleras alpinas y los macizos antiguos. Tienen forma triangular y fueron rellenadas por grandes espesores de sedimentos terciarios y cuaternarios.
- La depresión del río Ebro está ubicada en el entorno de dicho río, es decir, en el noreste de la península ibérica, tiene una superficie aproximada de 40 000 km² y una longitud de 900 km. Se extiende de oeste a este por las comunidades autónomas de La Rioja, Navarra, Aragón y Cataluña, y acaba en el mar Mediterráneo. En su límite norte están los Pirineos, en el este limita con las Cordilleras Costero Catalanas, y en el sur y oeste con el sistema Ibérico. La depresión tiene una altitud media de 200 metros sobre el nivel del mar, lo que destaca con las grandes elevaciones que la rodean. En la desembocadura del río está el delta del Ebro, un espacio protegido con el parque natural del Delta del Ebro. Tiene depósitos marinos y continentales, de gran grosor en los rebordes montañosos (conglomerados) y de menor espesor en el centro de la depresión (areniscas, margas, yesos, sales y calizas). La variedad en la dureza de los materiales y el clima árido han dado lugar a diferentes formas de relieve:
  - Los somontanos o piedemontes pirenaico e ibérico son terrenos llanos, aunque ligeramente inclinados entre las sierras exteriores y el centro de la depresión. Están formados por materiales gruesos y duros de los relieves montañosos transportados por los ríos. En ellos, fundamentalmente en el somontano pirenaico, se forman mallos o torreones rocosos individualizados por la erosión aprovechando las diaclasas verticales (como de los Riglos) además de hoyas o depresiones erosivas en los materiales más blandos, que pueden ser pequeñas (dando lugar a llanuras saladas, de poca profundidad y carácter temporal) o de gran dimensión (hoyas de Huesca y Barbastro).
  - En el centro de la depresión, los estratos son horizontales y alternativamente de calizas duras y arcillas, margas y yesos blandos. Como resultado, se observa un relieve de muelas o planas donde se conservan las calizas, y tierras baldías sobre los materiales más blandos, como consecuencia de la aridez de la zona.
- La Depresión Bética está ubicada en el suroeste de la península ibérica, tiene una superficie aproximada de 35 000 km², una longitud de 600 km y el río en torno al cual se articula es el Guadalquivir. Se extiende de este a oeste en gran parte de la comunidad autónoma de Andalucía, y acaba en el océano Atlántico. En su límite norte y noroeste está Sierra Morena, y en el este y sureste limita con la cordillera Penibética. La depresión tiene una altitud media de 100 metros sobre el nivel del mar, siendo así la más baja de la península. En la desembocadura del río existen unas marismas protegidas con el parque nacional de Doñana. El predominio de los materiales arcillosos ha dado lugar a campiñas suavemente onduladas. Cuando surgen los mantos de caliza se forman mesas y cerros testigo o alcores. La depresión fue colmatada por los aluviones aportados por el río Guadalquivir, sus afluentes y los sedimentos marinos.[2] Las tierras son fértiles, más aún en la Vega del Guadalquivir.

### Costas
Las costas de la Península son poco recortadas, curvas y con un contorno rectilíneo. Abundan las costas altas y rocosas en el norte, y las costas bajas y arenosas en el sureste. Las costas de las islas Baleares presentan tramos rocosos, y las costas de las islas Canarias presentan acantilados.
Los casi 4600 km de costas de la España peninsular pertenecen al mar Mediterráneo en el noreste, este, sureste y sur, al Cantábrico en el norte, y al océano Atlántico en el noroeste y suroeste.

#### Costa cantábrica

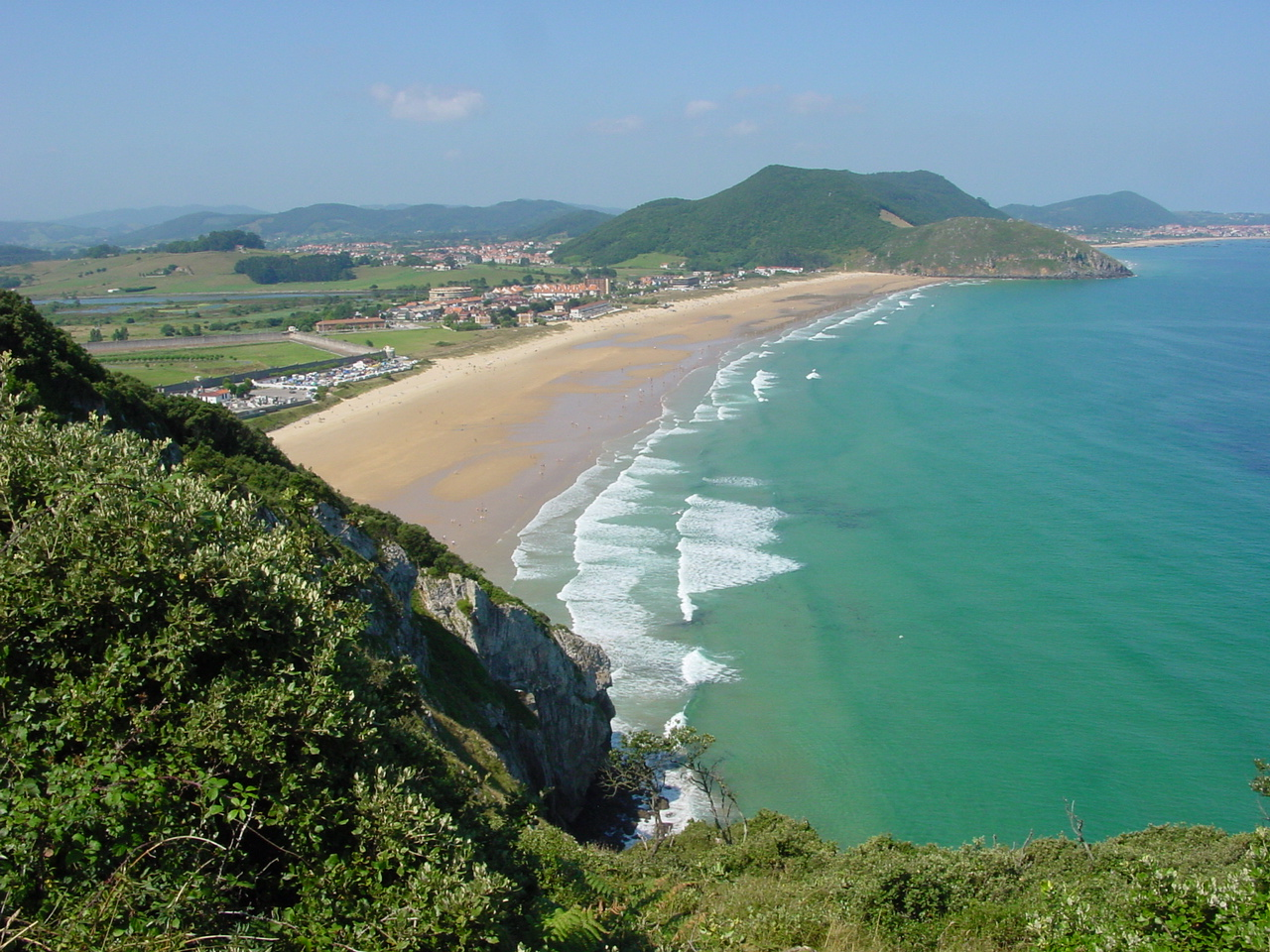
Costa cantábrica (playa de Berria en Santoña)

El mar Cantábrico baña la costa norte de la península, orientada de oeste a este y con una longitud aproximada de 550 km. Va desde la Estaca de Bares en Galicia, y la frontera entre el País Vasco y Francia. En términos generales es rectilínea y se caracteriza por la abundancia de acantilados, rasas y cortas rías, la más larga es la de Bilbao, así como por la escasez de playas y llanuras. El punto más septentrional de la península ibérica está en la Estaca de Bares (43°47′ 36'' N), situado en esta costa. Además de este cabo, hay otros importantes como el Peñas en Asturias, y el de Ajo en Cantabria.
Los principales elementos de la costa cantábrica, ordenados de este a oeste, son:
- Cabo Machichaco
- Golfo de Vizcaya
- Cabo de Ajo
- Cabo de Peñas
- Estaca de Bares

#### Costa atlántica gallega

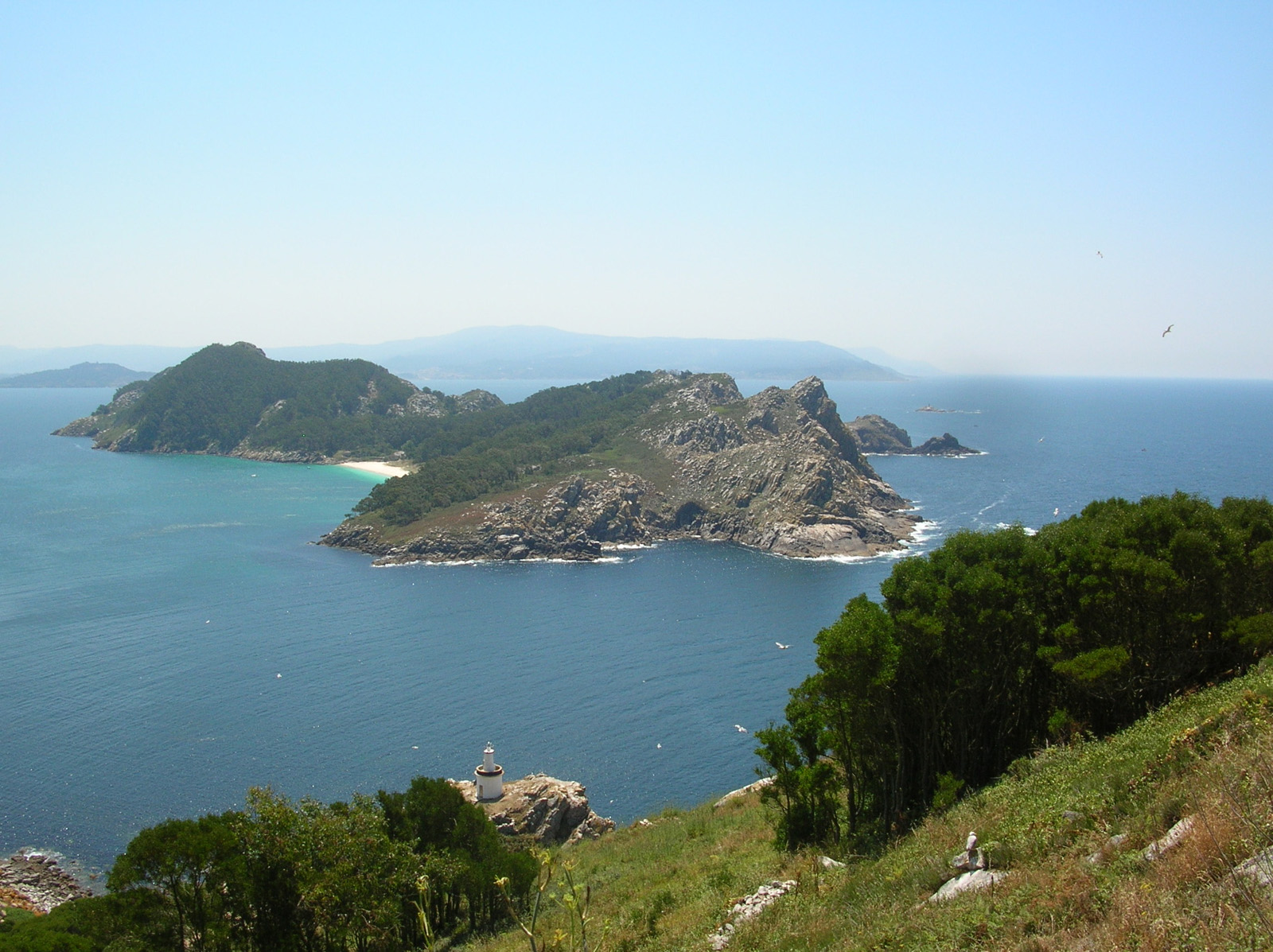
Islas Cíes, en la ría de Vigo (Galicia).

El océano Atlántico baña las costas de Galicia que miran al oeste, orientadas de norte a sur. Va desde la punta de Punta de Estaca de Bares hasta la desembocadura del río Miño, frontera entre Galicia y Portugal. Es la costa más articulada de España con abundantes y extensas rías que penetran entre 25 y 35 km en el interior. El relieve montañoso de Galicia hace que abunden los acantilados y que escaseen las playas. Las rías se diferencian entre rías altas y rías bajas. Algunas de las rías altas más importantes son la de Foz, la de Ortigueira y la de Viveiro; y algunas de las rías bajas más importantes son la de Vigo, la de Pontevedra y la de Arosa. El punto más occidental de la España peninsular está en el Cabo Touriñan (9°18′ 19''), ubicado en la provincia de La Coruña.
Los principales elementos de la costa atlántica gallega, ordenados de norte a sur, son:
- Punta de Estaca de Bares
- Ría de Ferrol
- Ría de Laxe
- Cabo Ortegal
- Cabo Touriñan
- Cabo Finisterre
- Ría de Corcubión
- Ría de Muros y Noya
- Ría de Arosa
- Ría de Pontevedra
- Ría de Vigo

#### Costa atlántica andaluza

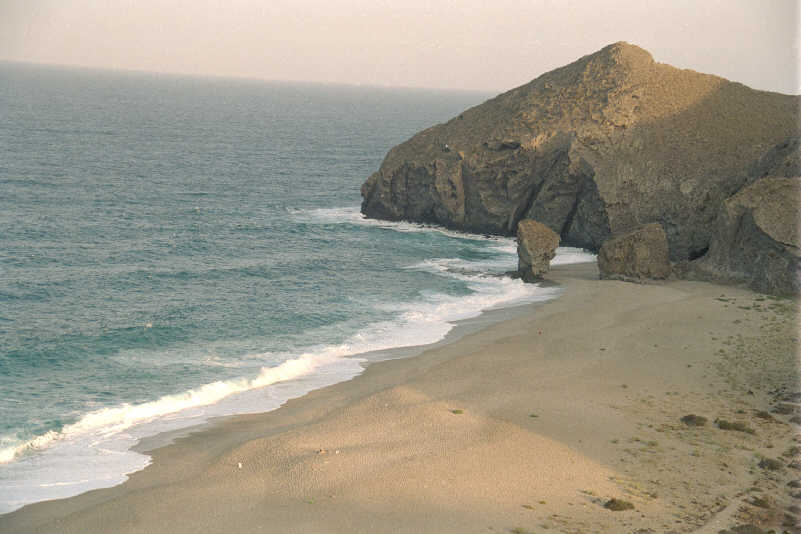
Costa andaluza (playa de los Muertos en la provincia de Almería)

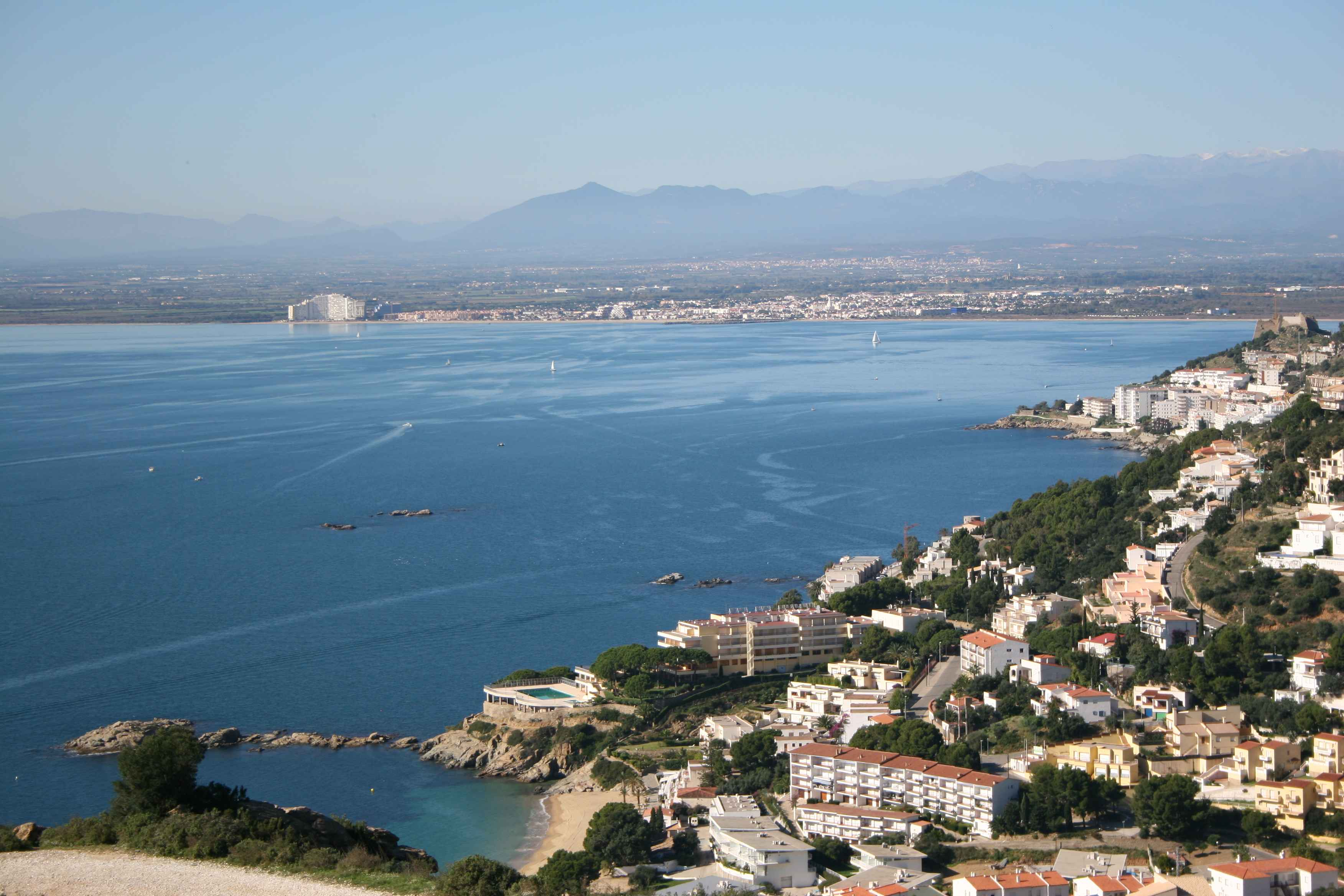
Costa catalana (golfo de Rosas)

El océano Atlántico baña las costas de la comunidad autónoma de Andalucía comprendidas entre la frontera con Portugal y la punta de Tarifa, siendo este cabo el más meridional de la península (36°0′ 00'' N). La punta de Tarifa forma parte del estrecho de Gibraltar y separa el océano Atlántico y el mar Mediterráneo. La costa atlántica andaluza tiene una orientación noroeste-sureste, y está caracterizada por ser muy rectilínea y por tener casi exclusivamente playas. Más en el interior abundan las marismas y los campos de dunas puesto que el terreno es muy bajo (raramente excede los 50 metros) y llano (la desembocadura del río Guadalquivir ocupa casi todo el territorio). Este tramo de costa conforma el golfo de Cádiz.
Los principales elementos de la costa atlántica andaluza, ordenados de oeste a este, son:
- Golfo de Cádiz
- Cabo de Trafalgar
- Punta de Tarifa
- Estrecho de Gibraltar

#### Costa mediterránea
La costa del mar Mediterráneo es la más extensa de España. Va desde el estrecho de Gibraltar, situado en el extremo sur de Andalucía, hasta la frontera entre Cataluña y Francia. La costa de Andalucía está orientada de oeste a este y está ligeramente articulada. Por lo general abundan las playas aunque también se pueden encontrar bastantes rasas en zonas en las que la cordillera Penibética llega a la costa. El golfo y cabo de Gata, ubicado en el extremo sureste de Andalucía, hace de límite entre la costa andaluza y la costa levantina, que alberga a la Región de Murcia y la Comunidad Valenciana. Este tramo de costa mediterránea tiene una orientación de suroeste-noreste, y es menos articulada que la andaluza, con una predominio notable de playas. Hay que destacar los cabos de Palos en Murcia y la Nao en Alicante. Junto al cabo de Palos está el mar Menor, un gran lago de agua salada separado del mar Mediterráneo por una fina franja de tierra. Entre el cabo de la Nao y el delta del río Ebro está el golfo de Valencia, caracterizado por tener exclusivamente playas en su costa puesto que el terreno es muy llano. Desde el delta del Ebro hasta la frontera con Francia se extiende la costa catalana, orientada del suroeste al noreste. Esta costa es más articulada que la del golfo de Valencia y tiene más rasas, debido a la cercanía de las cordilleras Costero Catalanas a la costa. El punto más oriental de la península ibérica es el Cabo de Creus (3°19′ 19'' E), situado en el noreste de esta costa.
Los principales elementos de la costa mediterránea, ordenados de suroeste a noreste, son:
- Golfo de Almería
- Cabo de Palos
- Cabo de la Nao
- Golfo de Valencia
- Delta del Ebro
- Golfo de Rosas
- Cabo de Creus

Costa bética mediterránea
La costa se extiende desde Gibraltar hasta el cabo de la Nao, en Alicante. Debido a los relieves de las Cordilleras Béticas presenta una costa abrupta, pero al igual que hay costas rocosas también hay costas bajas. Tales son el caso del golfo de Alicante y la cuenca del Segura. Las albuferas y las lagunas litorales son comunes en esta zona, como la de Alicante, el Mar Menor y la de Torrevieja.
Los principales elementos de la costa mediterránea, ordenados de suroeste a sureste, son:
- Estrecho de Gibraltar
- Golfo de Almería
- Golfo de Mazarrón
- Golfo de Alicante

Costa mediterránea valenciana
Presenta un arco que abarca en el cabo de la Nao y termina en el saliente de la delta del Ebro. Son comunes las albuferas y las marismas hasta Peñíscola. Entre las albuferas más importante se encuentra la de Valencia.
Los principales elementos de la costa mediterránea, ordenados de sur a norte, son:
- Golfo de Valencia

Costa mediterránea catalana
Abarca desde el saliente de la delta del Ebro hasta el cabo de Creus. Presenta relieves muy contrastados, desde deltas y llanuras hasta costas acantiladas. El delta más importante es el de Ebro, y también destacan el de Llobregat y el de la Tordera.
El principal accidente es el golfo de Rosas

## Relieve insular
A España pertenecen dos archipiélagos de islas. Uno de ellos es el de las islas Baleares, ubicado en el mar Mediterráneo y a 90 km al este del cabo de la Nao (Alicante). El otro es el de las Islas Canarias, situado en el océano Atlántico, a 1050 km al suroeste de Cádiz y a 100 km al oeste de la costa africana.

### Relieve de las islas Baleares

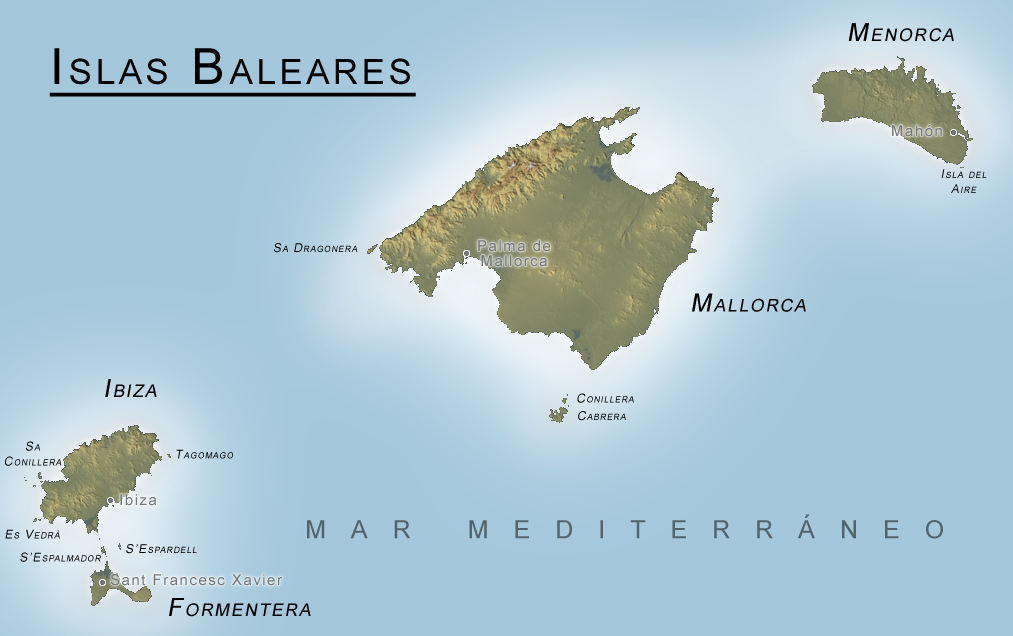
Mapa de las islas Baleares.

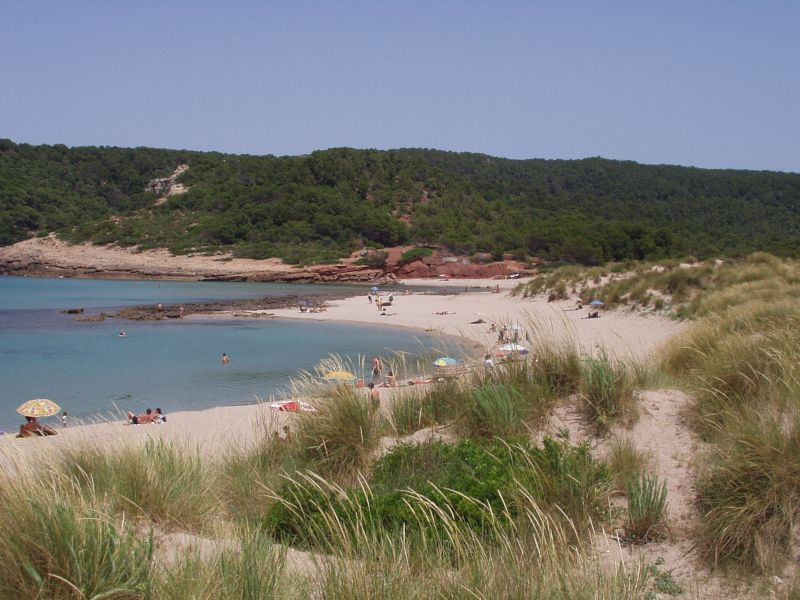
Playa de Menorca.

Las islas Baleares es un archipiélago situado en el mar Mediterráneo, a 80 km al este de la península ibérica. Tiene una latitud media de 39°30′ N. 270 km separan los límites occidental y oriental del archipiélago, y 160 km de los extremos norte y sur. Las tres islas más grandes e importantes que componen Baleares son Ibiza, Mallorca y Menorca. Las tres islas principales están alineadas en ese orden orientadas de suroeste a noreste. Aparte de estas tres, hay otras islas de menor tamaño como son Formentera y la Cabrera. En el relieve de las islas Baleares predominan las zonas llanas y de escasa altitud, exceptuando la sierra de la Tramontana, situada en Mallorca.
El relieve del archipiélago balear tiene relación con las Cordilleras Béticas y las Cordilleras Costeras Catalanas, ya que Mallorca e Ibiza están unidas bajo el agua a través de un estrecho; y Menorca está unida con las Cordilleras Costeras Catalanas.
MallorcaLa isla de Mallorca es la más extensa del archipiélago y la más accidentada. Está situada en el centro de Baleares, tiene una superficie de 3620,42 km² y una forma aproximadamente cuadrada. Su relieve es bastante llano salvo la sierra de Tramontana, situada en la costa norte de la isla. Aquí se encuentran las cimas más altas de todas las islas que son el Puig Major (1445 m) y el Puig de Massanella (1348 m). Salvo en las costas próximas a la sierra de Tramontana, donde abundan los acantilados, las playas son muy predominantes en el litoral Mallorquín.
MenorcaMenorca es la segunda isla más grande del archipiélago con sus 694,39 km² de superficie, y es la que está situada más al noreste. Tiene una forma alargada, con una costa notablemente articulada. En la isla hay presencia de pequeños cerros que exceden los 200 metros y, por lo general, el relieve es muy llano. La altitud máxima es el cerro de El Toro con sus 355 metros. La costa de Menorca se intercala con pequeños acantilados, las extensas playas y las calas.
IbizaIbiza es la tercera isla más extensa de Baleares con sus 571,04 km² de superficie, y está situada al suroeste de Mallorca, estando a solo 80 km al este de la península. La forma de la isla es alargada, y la costa está bastante articulada. Tiene un relieve de formas suaves y pequeños cerros situados en la zona interior. La máxima altitud es el cerro de La Talaiassa (475 m). En el litoral ibicenco hay tanto costa alta como playas y calas.
FormenteraFormentera es la cuarta isla más grande del archipiélago con sus 83,2 km² de superficie. Está situada a 3,6 km al sur de la isla de Ibiza, su relieve es muy llano y el punto más alto es el cerro de La Mola (192 m). En la costa de Formentera abundan las playas y calas.
Cabrera

#### Costas de las islas Baleares
Las costas de las islas Baleares son altas, ya que en muchos lugares las montañas llegan hasta el mar. Si el mar baña una llanura, la costa es baja y arenosa.

### Relieve de las islas Canarias

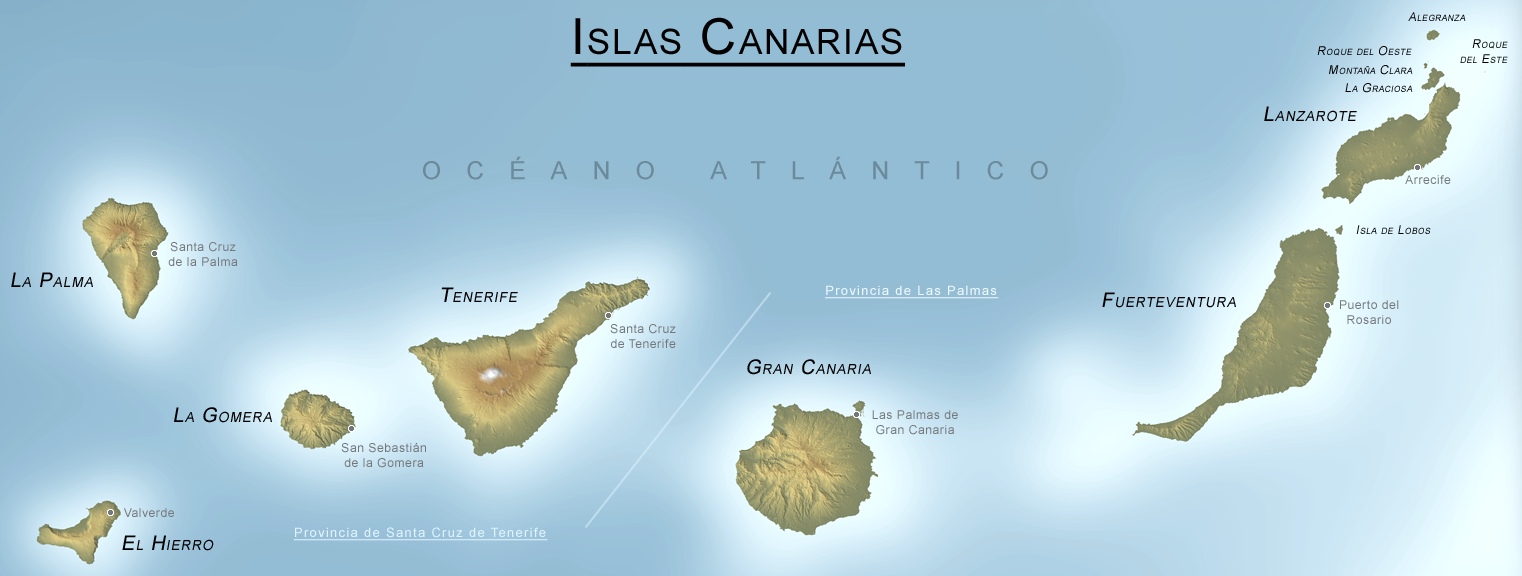
Mapa de las Islas Canarias.

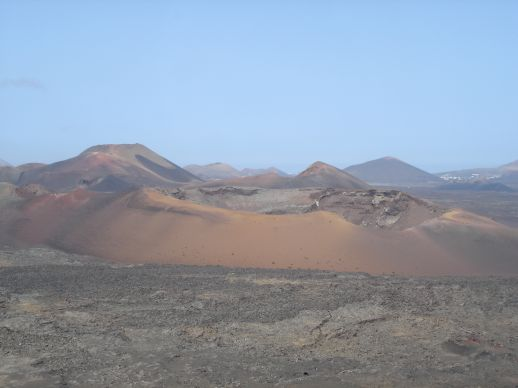
Volcanes de Timanfaya (isla de Lanzarote).

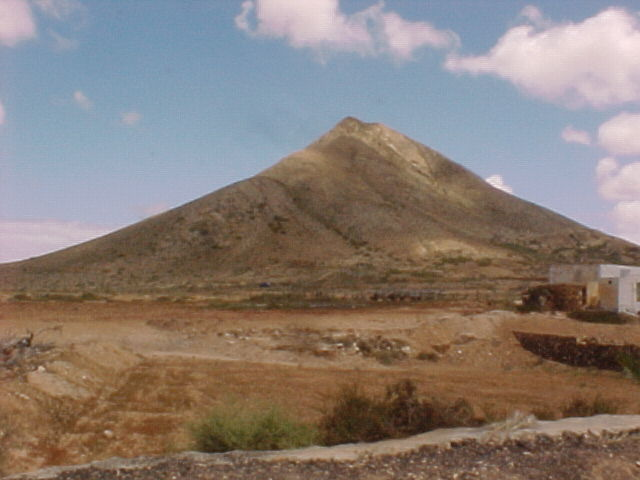
Montaña de Tindaya, (isla de Fuerteventura).

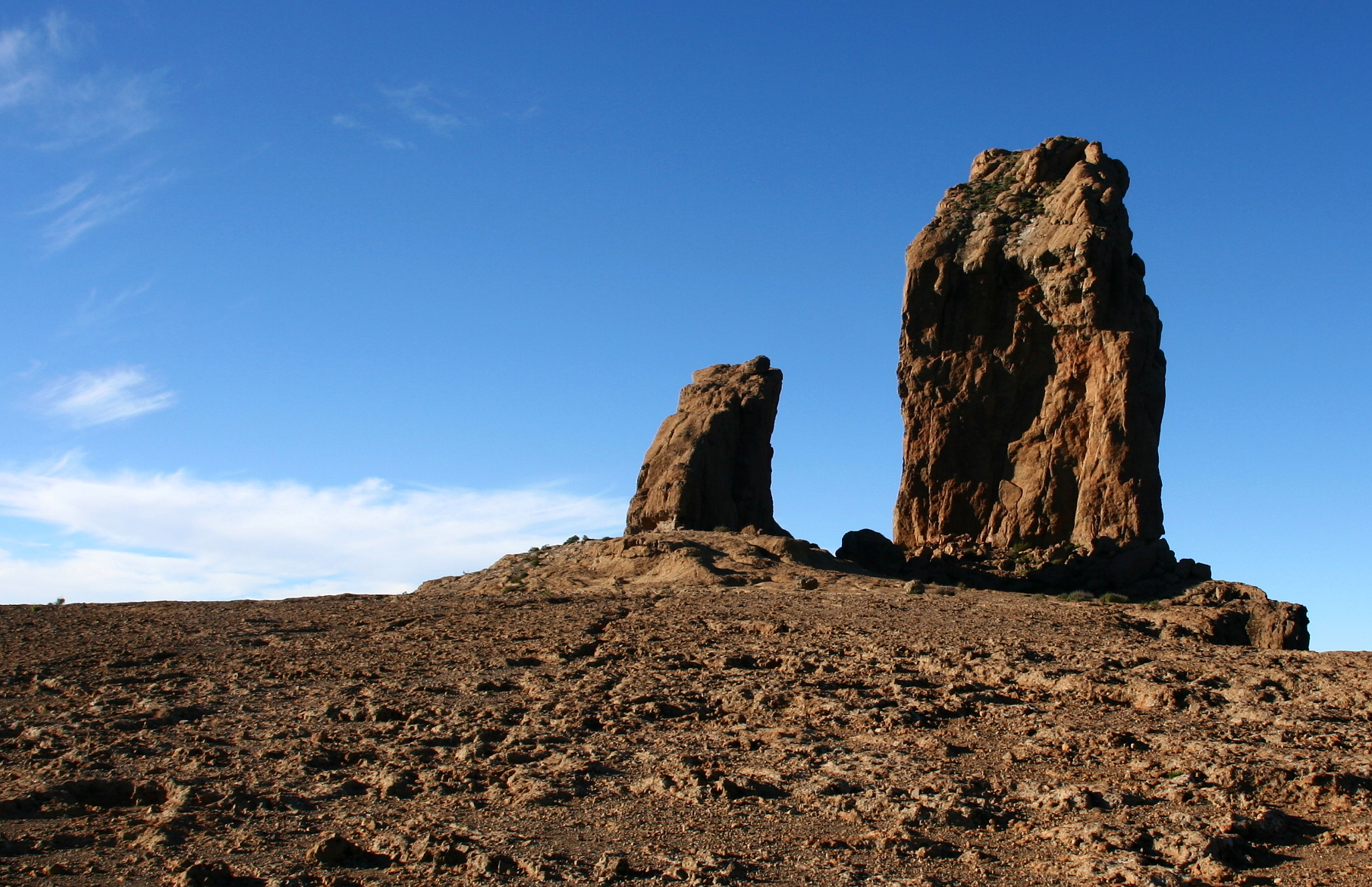
Roque Nublo (isla de Gran Canaria).

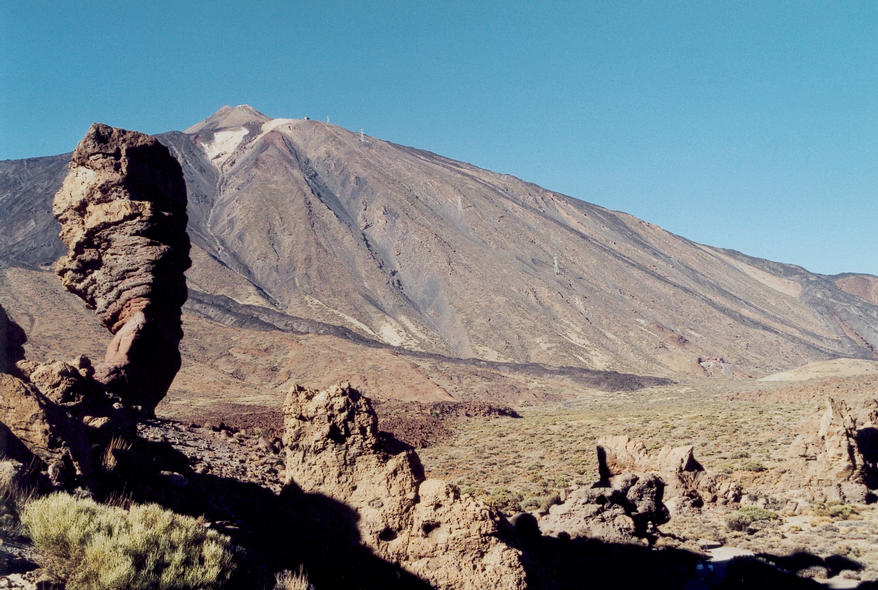
Volcán del Teide (isla de Tenerife).

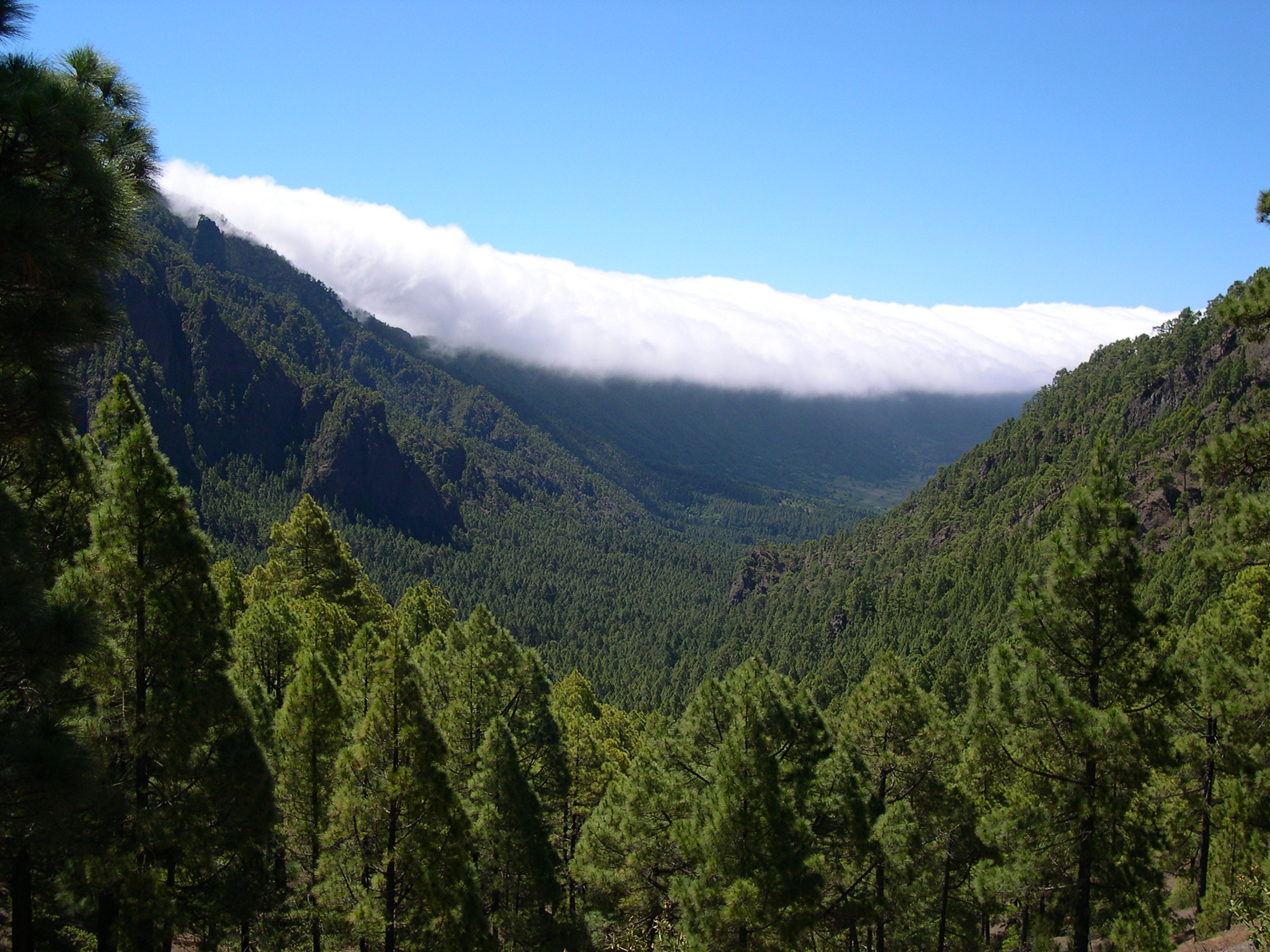
Caldera de Taburiente (isla de La Palma).

El archipiélago de las islas Canarias está situado en el océano Atlántico norte, a 1050 km al suroeste de la costa de Cádiz y a 100 km al oeste de la costa africana. 460 km separan los extremos occidental y oriental del archipiélago y 190 km los límites norte y sur del mismo. Canarias se compone de siete islas principales dispuestas de oeste a este y de dos islotes, Alegranza y Graciosa. Es de origen volcánico debido a su formación mediante la acumulación de sedimentos procedentes de las erupciones, que a su vez procedían del fondo atlántico. El relieve de las islas es montañoso, con una importante presencia de volcanes y con costas altas. El más alto de ellos es el Teide (3715 m), situado en la isla de Tenerife, siendo también el más alto del territorio español y el tercer volcán más grande del mundo desde su base.
LanzaroteLanzarote es la isla situada más al noreste del archipiélago y tiene una superficie combinada con sus islotes dependientes de 845,93 km². Su relieve no está muy accidentado aunque hay presencia de numerosos volcanes de escasa altitud. Las peñas del Chache, con 670 metros, son los más altos de la isla, y en la costa se alternan las playas y las rasas. La isla tiene una forma alargada, orientada de norte a sur, con los macizos antiguos de Famara y Los Ajaches en los extremos, estando cubierta la planicie intermedia por material volcánico reciente. Al norte de la isla se halla un conjunto de pequeñas islas, el denominado archipiélago Chinijo.
FuerteventuraFuerteventura es una isla situada 10 km al suroeste de Lanzarote y a 101 km al oeste de la costa del Sáhara Occidental, la más antigua del archipiélago. Tiene una superficie de 1659,71 km² (la segunda más grande del archipiélago) y un relieve caracterizado por formas suaves en un territorio modelado intensamente por la erosión, con escasa presencia de vulcanismo reciente. En la costa abundan las playas arenosas, aunque se pueden encontrar rasas y acantilados especialmente en la vertiente occidental. La cota más alta de la isla es el pico de la Zarza (807 m), en la península de Jandía. La isla tiene forma alargada, orientada de norte a sur.
Gran CanariaGran Canaria es una de las islas situadas en la zona central del archipiélago y 85 km al oeste de Fuerteventura, es la tercera isla en superficie, a pesar de lo confuso que pueda llegar a ser su nombre, tras Tenerife y Fuerteventura. Tiene una superficie de 1560 km² y un relieve muy montañoso. La isla, de forma circular, se articula en torno a una meseta central culminante en el pico de las Nieves (1949 m), rodeada por diversas calderas volcánicas; también es importante la presencia de antiguos macizos volcánicos como el de Güigüí. La red de barrancos adquiere forma radial, organizada a partir de la cumbre central. Existe una gran variedad de pitones volcánicos de diferente naturaleza, entre los que destaca el Roque Nublo. En las costas abundan los acantilados (especialmente en el Oeste) y las rasas, con numerosas calas en la desembocadura de los barrancos y extensas playas en la zona sur.
TenerifeTenerife es la isla más extensa del archipiélago con sus 2034 km² de superficie, y está ubicada a 60 km al oeste de Gran Canaria, en la zona central de Canarias. El relieve de la isla es muy montañoso y se articula en torno al estratovolcán del Teide (3715 m), el pico más alto de Canarias y de España, además de ser el tercer mayor volcán de La Tierra desde su base. El Teide cierra por el norte el impresionante anfiteatro que es la caldera volcánica de Las Cañadas, con un fondo plano a 2100 metros. En los tres vértices de la isla aparecen los macizos volcánicos de Anaga, cuya altitud máxima es de 1024 metros, Teno y Adeje siendo los territorios más antiguos de la isla, desde los cuales parten las dorsales volcánicas que se unen en el centro para conformar el complejo Teide-Cañadas. Un elemento característico de la isla son los Valles de La Orotava y Güimar, extensas depresiones en los flancos de la isla formadas por grandes desprendimientos de tierra. En las costas se intercalan las playas y los acantilados, aunque éstos son más abundantes. La isla tiene una forma triangular con una pequeña península en su vértice noreste. Entre los muchos tubos volcánicos existentes en la isla destaca la llamada cueva del Viento, situada en el municipio norteño de Icod de los Vinos, que es el tubo volcánico más grande de Europa y uno de los más grande del mundo, aunque durante mucho tiempo fue considerado incluso el más grande del mundo. Otro relieve montañoso clave y digno de destacar es La cordillera de Anaga al noreste de la isla. Es la única cordillera no central de Canarias.
La GomeraLa Gomera es una pequeña isla situada a 29 km al oeste de Tenerife. Tiene una superficie de 372 km² y forma redondeada. Su relieve es muy montañoso y se articula en torno a una meseta central. Esta tiene su punto culminante en el Alto de Garajonay que con sus 1487 metros de altitud es la máxima elevación de la isla. Los valles que radian desde el centro se suceden en la geografía de la isla, y en las costas abundan los acantilados y las rasas. Son muy característicos los pitones volcánicos como el de Agando.
La PalmaLa Palma es la isla situada más al noroeste del archipiélago y tiene una superficie de 708,33 km². Está a 60 km al noroeste de La Gomera y tiene una forma triangular (aproximadamente). El relieve de la isla es bastante montañoso, donde abundan los volcanes, sierras y valles. El elemento de relieve más destacable es la Caldera de Taburiente, una zona montañosa cuyas cumbres están dispuestas en forma de C, creando varios valles. Como su nombre lo indica, la Caldera de Taburiente es una caldera volcánica, vaciada bruscamente por un derrame cuya abertura dio origen al barranco de las Angustias, el cual recoge la mayor cantidad de agua lluvias de toda la isla. El pico más alto es el Roque de los Muchachos con sus 2426 metros de altitud. La costa es muy accidentada y abundan los acantilados y rasas debido a la cercanía de las montañas y valles. Las playas son escasas y de reducido tamaño.
El HierroEl Hierro es la isla situada más al suroeste del archipiélago y de España. Tiene una superficie de 278 km² y una forma triangular. Está a 65 km al suroeste de La Gomera y a 66 km al sur de La Palma. El relieve se ve marcado por la presencia de El Golfo, al norte, una bahía formada por el desplome de parte del edificio insular, con rebordes muy escarpados. La altitud máxima de la isla está en el pico de Malpaso con 1501 metros. En la zona noreste se halla la meseta de Nisdafe y al oeste de la isla una amplia región poco accidentada y con numerosos ejemplos de vulcanismo reciente. Las costas de la isla son en general muy accidentadas, con unas pocas playas de cantos rodados.

#### Costas de las islas Canarias
Las costas de las islas Canarias son algunas costas altas, con acantilados; y otras de costas bajas con playas de arena o de piedra, donde se forman las dunas. Si es de origen volcánico, la playa tiene arena de color negro.

## Relieve de las plazas de soberanía

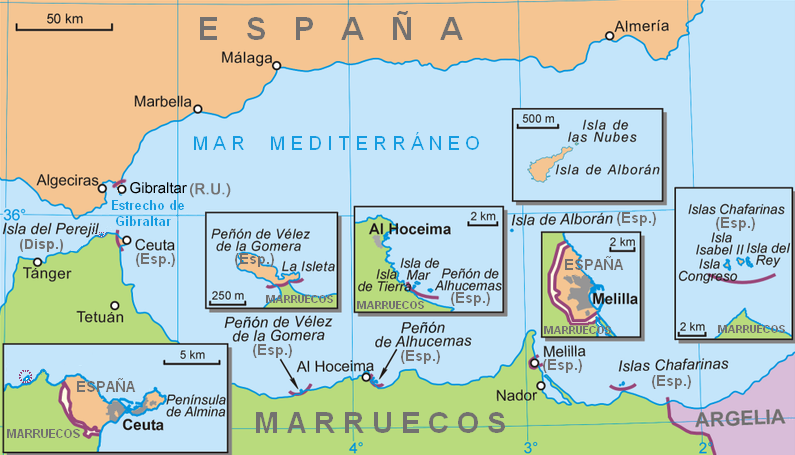
Mapa de las ciudades e islas españolas en África.

Las plazas de soberanía es el conjunto de posesiones españolas en la costa norte de África.
CeutaCeuta es una ciudad autónoma situado en la costa norte de África, en el estrecho de Gibraltar y hace frontera con Marruecos. Su término municipal tiene una superficie de 18,5 km² y más de tres cuartas partes de su perímetro son costeras. El relieve es ligeramente montañoso por el oeste, en la zona fronteriza con Marruecos.  Cabe destacar en su extremo este el cabo de la punta Almina, y el Monte Hacho de 195 m de altitud. El monte Anyera, con 349 metros de altitud es el punto más alto de Ceuta. En la costa predominan más las rasas y acantilados que las playas. También incluye la isla de Perejil, situada a 200 metros al norte de la costa al noroeste del término municipal y tiene una superficie de 1,35 km².
MelillaMelilla es un municipio situado en la costa norte africana, al sur de la costa andaluza y tiene frontera con Marruecos. Su término municipal tiene una superficie de 12 km² y tiene una forma de semicírculo orientado al este, donde la costa, casi rectilínea, mira a oriente. El relieve es muy llano, en el que las altitudes máximas se acercan a los 30 metros en la zona oeste. En la costa predominan las playas.
Islas Chafarinasislas Chafarinas es un archipiélago español del mar Mediterráneo, situado frente a las costas del norte de África de las que dista 4 km (35° 11′ N 2° 26′ O) y constituido por tres islas principales: del Congreso, Isabel II y del Rey. Están protegidas bajo la forma de Reserva Nacional. La superficie terrestre total es de 52,5 ha, el relieve es accidentado y rocoso y el punto más alto está en el cerro del Nido de las Águilas, en la isla del Congreso, con 137 m sobre el nivel del mar. Las playas son muy escasas en la costa de las islas.
Peñón de AlhucemasEl peñón de Alhucemas es un islote situado en el mar Mediterráneo, a 2 km al norte de la costa africana y en la bahía homónima. Integra, junto con dos islotes deshabitados, el islote de Tierra y el de Mar, las islas Alhucemas. Mide unos 170 metros de largo por 86 de ancho, cuenta con una extensión superficial aproximada de 0,15 km² y tiene una altitud máxima de 15 metros.
Peñón de Vélez de la GomeraEl Peñón de Vélez de la Gomera es una península (originalmente isla) situada en el norte de África, a 126 km al oeste de Melilla y a 117 km al sudeste de Ceuta unida al continente por una estrecha franja de arena. Tiene una extensión de 19 000 m² aproximadamente y una altitud máxima de 87 m sobre el nivel del mar.

## Influencia del relieve en la historia de España
El accidentado y complejo relieve que tiene España ha influido directamente en la historia de este país, y en las batallas y guerras que en él se han librado. Hay que tener en cuenta que, hasta hace poco más de doscientos años, el acceso a muchos puntos de la península ibérica era complicado porque había que superar cordilleras montañosas. Por ejemplo, para acceder a la Meseta Central (donde están Madrid y Toledo) saliendo de Europa, hay que atravesar los Pirineos y el sistema Ibérico. Los antiguos romanos, los visigodos, los árabes y posteriormente los cristianos tuvieron dificultades en la conquista de territorios debido a que los pobladores de zonas montañosas conocían bien la orografía de su tierra, mientras que los invasores no. También por ese motivo se retrasó la conquista de las Canarias. En las zonas llanas, especialmente en la Meseta Central, los castillos se construían en lo alto de los cerros para poder avistar al enemigo a tiempo. Historiadores y escritores han comparado a la Meseta Central con un castillo, siendo las cordilleras que la rodean sus murallas. Por tanto, España nunca ha sido un país fácil de conquistar debido, en parte, a su relieve. Por otro lado, esta geografía fue una de las causas por las que España no tuvo una red de ferrocarril suficientemente extensa hasta que las tecnologías permitieron la construcción de rutas montañosas. Esta falta de medios de transporte modernos supuso para el país un retraso en el desarrollo de la Revolución industrial.